# Канашский муниципальный округ
Кана́шский муниципальный округ — муниципальное образование Чувашской Республике (Российская Федерация), административным центром которого является город Канаш. Главой муниципального округа является Валерий Чернов (2024).
Канашский муниципальный округ образован 17 мая 2024 году в границах двух административно-территориальных единиц Чувашской Республики — Канашского района и города республиканского значения Канаш в результате объединения двух муниципальных округов — городского округа город Канаш и Канашского муниципального округа, существовавшего с 2022 года в границах Канашского района.

## История

### Канашский муниципальный округ (2022—2024)
Муниципальное образование с наименованием «Канашский муниципальный округ» впервые был образовано в 2022 году в границах Канашского района в результате преобразования Канашского муниципального района Чувашской Республики. Административным центром Канашского муниципального округа стал город Канаш. При этом в границах города республиканского значения Канаш существовало самостоятельное муниципальное образование «городской округ город Канаш» (ранее город также не входил в состав Канашского муниципального района).

### Канашский муниципальный округ (с 2024)
17 мая 2024 года Глава Чувашской Республики подписал закон, согласно которому были преобразованы городской округ город Канаш Чувашской Республики и Канашский муниципальный округ Чувашской Республики (2023—2024) путем их объединения во вновь образованное муниципальное образование «Канашский муниципальный округ Чувашской Республики» с согласия населения, выраженного представительными органами города Канаша Чувашской Республики и Канашского муниципального округа Чувашской Республики. Административным центром вновь образованного муниципального образования «Канашский муниципальный округ Чувашской Республики» был обозначен город Канаш.
Днем создания вновь образованного муниципального образования является день вступления в силу закона от 17 мая 2024 года (закон вступил в силу со дня его официального опубликования в сетевом издании «право21.рф» 17 мая 2024 года). 
До 19 ноября 2024 года главой муниципального округа являлся Михайлов Сергей Николаевич.

## Органы местного самоуправления
Органами местного самоуправления Канашского муниципального округа являются: глава Канашского муниципального округа Чувашской Республики и Собрание депутатов Канашского муниципального округа Чувашской Республики.

## Населённые пункты
В Канашском муниципальном округе кроме города Канаш также расположено 108 населённых пунктов:
| №   | Населённый пункт    | Тип              | Население | Поселение                           |
| --- | ------------------- | ---------------- | --------- | ----------------------------------- |
| 1   | Аксарино            | деревня          | →443      | Караклинское сельское поселение     |
| 2   | Алаксары            | деревня          | →145      | Кошноруйское сельское поселение     |
| 3   | Алешево             | деревня          | →136      | Хучельское сельское поселение       |
| 4   | Анаткасы            | деревня          | →227      | Сеспельское сельское поселение      |
| 5   | Аниш-Ахпердино      | деревня          | ↗421      | Шакуловское сельское поселение      |
| 6   | Аслыялы             | деревня          | →83       | Кошноруйское сельское поселение     |
| 7   | Асхва               | деревня          | ↘1043     | Асхвинское сельское поселение       |
| 8   | Атнашево            | деревня          | →997      | Атнашевское сельское поселение      |
| 9   | Атыково             | деревня          | →188      | Сеспельское сельское поселение      |
| 10  | Ачакасы             | село             | →343      | Ачакасинское сельское поселение     |
| 11  | Ачакс               | разъезд          | ↗17       | Ачакасинское сельское поселение     |
| 12  | Байгильдино         | деревня          | →395      | Байгильдинское сельское поселение   |
| 13  | Берёзовка           | деревня          | →45       | Малокибечское сельское поселение    |
| 14  | Ближние Сормы       | деревня          | →268      | Кошноруйское сельское поселение     |
| 15  | Богурданы           | деревня          | ↗252      | Янгличское сельское поселение       |
| 16  | Большие Бикшихи     | деревня          | →1164     | Асхвинское сельское поселение       |
| 17  | Братьякасы          | деревня          | →208      | Ямашевское сельское поселение       |
| 18  | Верхнее Девлизерово | деревня          | →210      | Среднекибечское сельское поселение  |
| 19  | Верхняя Яндоба      | деревня          | ↘533      | Чагасьское сельское поселение       |
| 20  | Воронцовка          | деревня          | →53       | Шальтямское сельское поселение      |
| 21  | Вторые Хормалы      | деревня          | →233      | Новочелкасинское сельское поселение |
| 22  | Вурман-Янишево      | деревня          | →331      | Ямашевское сельское поселение       |
| 23  | Вутабоси            | село             | →855      | Вутабосинское сельское поселение    |
| 24  | Высоковка Вторая    | село             | →24       | Среднекибечское сельское поселение  |
| 25  | Высоковка Первая    | село             | →19       | Среднекибечское сельское поселение  |
| 26  | Дальние Сормы       | деревня          | →328      | Кошноруйское сельское поселение     |
| 27  | Дмитриевка          | деревня          | →30       | Шибылгинское сельское поселение     |
| 28  | Елмачи              | деревня          | →372      | Ачакасинское сельское поселение     |
| 29  | Задние Яндоуши      | деревня          | →218      | Среднекибечское сельское поселение  |
| 30  | Зеленовка           | деревня          | →39       | Кошноруйское сельское поселение     |
| 31  | Зелёный             | посёлок          | →87       | Малобикшихское сельское поселение   |
| 32  | Имелево             | деревня          | →176      | Ямашевское сельское поселение       |
| 33  | Ирдеменево-Кошки    | деревня          | ↘136      | Ачакасинское сельское поселение     |
| 34  | Ирх-Сирмы           | деревня          | →65       | Кошноруйское сельское поселение     |
| 35  | Каликово            | деревня          | →282      | Вутабосинское сельское поселение    |
| 36  | Калиновка           | деревня          | →223      | Атнашевское сельское поселение      |
| 37  | Караклы             | деревня          | →608      | Караклинское сельское поселение     |
| 38  | Кармамеи            | выселок          | →138      | Чагасьское сельское поселение       |
| 39  | Кармамеи            | деревня          | →882      | Асхвинское сельское поселение       |
| 40  | Кашкар-Сирмы        | деревня          | →77       | Шальтямское сельское поселение      |
| 41  | Келте-Сюле          | деревня          | →88       | Малобикшихское сельское поселение   |
| 42  | Кибечи              | выселок          | →36       | Чагасьское сельское поселение       |
| 43  | Кибечи              | разъезд          | →2        | Среднекибечское сельское поселение  |
| 44  | Кошноруй            | деревня          | →261      | Кошноруйское сельское поселение     |
| 45  | Лесной              | выселок          | ↘145      | Хучельское сельское поселение       |
| 46  | Малая Андреевка     | деревня          | →154      | Шибылгинское сельское поселение     |
| 47  | Малдыкасы           | деревня          | →403      | Сеспельское сельское поселение      |
| 48  | Малды-Питикасы      | деревня          | →102      | Ямашевское сельское поселение       |
| 49  | Малое Тугаево       | деревня          | ↗213      | Новочелкасинское сельское поселение |
| 50  | Малые Бикшихи       | деревня          | →1470     | Малобикшихское сельское поселение   |
| 51  | Малые Кибечи        | село             | →1105     | Малокибечское сельское поселение    |
| 52  | Матькасы            | деревня          | →27       | Шибылгинское сельское поселение     |
| 53  | Маяк                | деревня          | →276      | Шальтямское сельское поселение      |
| 54  | Мокры               | деревня          | ↗514      | Чагасьское сельское поселение       |
| 55  | Мокры               | разъезд          | 0         | Чагасьское сельское поселение       |
| 56  | Напольные Котяки    | деревня          | ↘747      | Ачакасинское сельское поселение     |
| 57  | Нижнее Девлизерово  | деревня          | →171      | Среднекибечское сельское поселение  |
| 58  | Нижние Кибечи       | деревня          | →347      | Среднекибечское сельское поселение  |
| 59  | Нижние Татмыши      | деревня          | →196      | Янгличское сельское поселение       |
| 60  | Новая Яндоба        | деревня          | ↘212      | Янгличское сельское поселение       |
| 61  | Новое Урюмово       | деревня          | →784      | Новоурюмовское сельское поселение   |
| 62  | Новые Ачакасы       | деревня          | →541      | Ачакасинское сельское поселение     |
| 63  | Новые Бюрженеры     | деревня          | →387      | Новоурюмовское сельское поселение   |
| 64  | Новые Мамеи         | выселок          | →188      | Чагасьское сельское поселение       |
| 65  | Новые Мамеи         | деревня          | →347      | Байгильдинское сельское поселение   |
| 66  | Новые Пинеры        | деревня          | →130      | Шибылгинское сельское поселение     |
| 67  | Новые Турмыши       | деревня          | →141      | Хучельское сельское поселение       |
| 68  | Новые Челкасы       | деревня          | →217      | Новочелкасинское сельское поселение |
| 69  | Новые Шальтямы      | деревня          | →516      | Шальтямское сельское поселение      |
| 70  | Новые Шорданы       | деревня          | →90       | Янгличское сельское поселение       |
| 71  | Новый               | посёлок          | →66       | Малобикшихское сельское поселение   |
| 72  | Оженары             | деревня          | →592      | Новочелкасинское сельское поселение |
| 73  | Передние Яндоуши    | деревня          | →209      | Среднекибечское сельское поселение  |
| 74  | Пожарбоси           | деревня          | →86       | Кошноруйское сельское поселение     |
| 75  | Семёновка           | деревня          | ↗175      | Асхвинское сельское поселение       |
| 76  | Сеспель             | деревня          | →511      | Сеспельское сельское поселение      |
| 77  | Сив-Сирма           | деревня          | ↗56       | Янгличское сельское поселение       |
| 78  | Сиделево            | деревня          | →532      | Шихазанское сельское поселение      |
| 79  | Средние Кибечи      | деревня          | →286      | Среднекибечское сельское поселение  |
| 80  | Средние Татмыши     | деревня          | ↗279      | Янгличское сельское поселение       |
| 81  | Старое Ахпердино    | деревня          | →251      | Шакуловское сельское поселение      |
| 82  | Старые Шальтямы     | деревня          | →294      | Шальтямское сельское поселение      |
| 83  | Сугайкасы           | деревня          | ↘1170     | Сугайкасинское сельское поселение   |
| 84  | Сядорга-Сирмы       | деревня          | →297      | Вутабосинское сельское поселение    |
| 85  | Тобурданово         | село             | →1059     | Тобурдановское сельское поселение   |
| 86  | Туруново            | деревня          | →658      | Байгильдинское сельское поселение   |
| 87  | Тюлькой             | деревня          | →55       | Среднекибечское сельское поселение  |
| 88  | Ухманы              | село             | →1228     | Ухманское сельское поселение        |
| 89  | Хунав               | деревня          | ↗119      | Хучельское сельское поселение       |
| 90  | Хучель              | деревня          | ↗261      | Хучельское сельское поселение       |
| 91  | Чагаси              | деревня          | ↗756      | Чагасьское сельское поселение       |
| 92  | Челкумаги           | деревня          | ↘523      | Среднекибечское сельское поселение  |
| 93  | Чинквары            | выселок          | →57       | Новочелкасинское сельское поселение |
| 94  | Чиршкасы            | деревня          | ↘255      | Ухманское сельское поселение        |
| 95  | Шакулово            | село             | →417      | Шакуловское сельское поселение      |
| 96  | Шибылги             | село             | →784      | Шибылгинское сельское поселение     |
| 97  | Шигали              | село             | →293      | Кошноруйское сельское поселение     |
| 98  | Шихазаны            | выселок          | →62       | Новочелкасинское сельское поселение |
| 99  | Шихазаны            | село             | ↗2998     | Шихазанское сельское поселение      |
| 100 | Шоркасы             | село             | →246      | Кошноруйское сельское поселение     |
| 101 | Юманзары            | деревня          | →679      | Караклинское сельское поселение     |
| 102 | Яманово             | деревня          | →371      | Тобурдановское сельское поселение   |
| 103 | Ямашево             | село             | →568      | Ямашевское сельское поселение       |
| 104 | Ямбахтино           | деревня          | →65       | Кошноруйское сельское поселение     |
| 105 | Ямурза              | деревня          | →336      | Хучельское сельское поселение       |
| 106 | Янгличи             | посёлок разъезда | →4        | Янгличское сельское поселение       |
| 107 | Янгличи             | село             | →679      | Янгличское сельское поселение       |
| 108 | Яшкильдино          | деревня          | →199      | Кошноруйское сельское поселение     |

## Символика
Герб и флаг Канашского муниципального округа приняты 25 ноября 2014 в период существования Канашского муниципального района в границах Канашского района. 
Флаг Канашского муниципального округа представляет собой «Желтое полотнище с соотношением ширины к длине 2:3, несущее изображения фигур из герба Канашского района: белого цветка подснежника поверх зелёного креста, вырезанного голубиными хвостами».
Герб Канашского муниципального округа  представляет собой щит со следующими описанием: «В золотом поле зелёный крест, на каждой стороне каждого плеча углубленно-вырезанный в виде голубиного хвоста. Поверх всего — серебряный цветок подснежника. В левой вольной части — законодательно установленная символика Чувашской Республики».